# Антипрививочный активизм

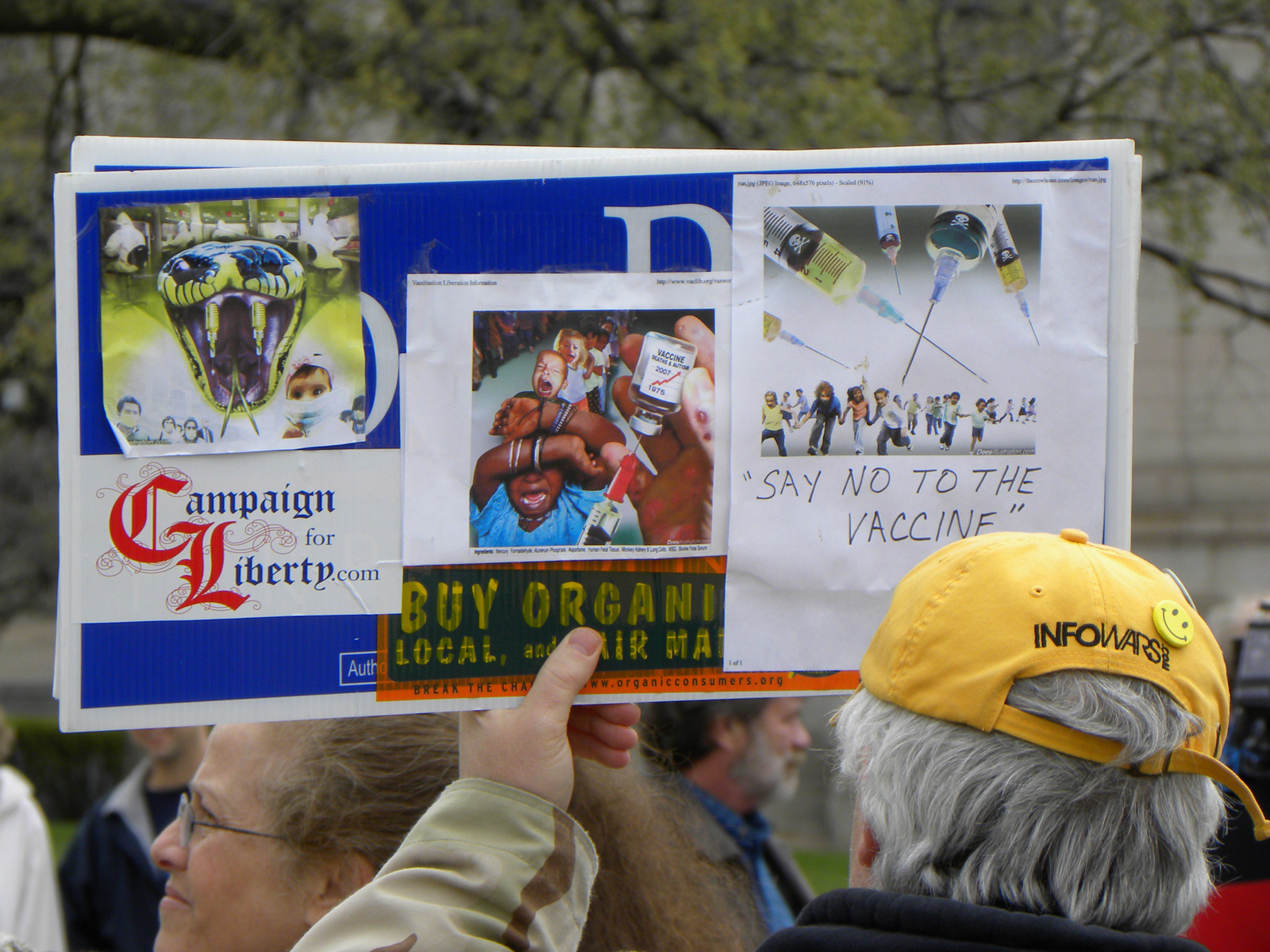
Активист против вакцинации держит плакат на митинге Tea Party Express в Миннесоте в 2010 году.

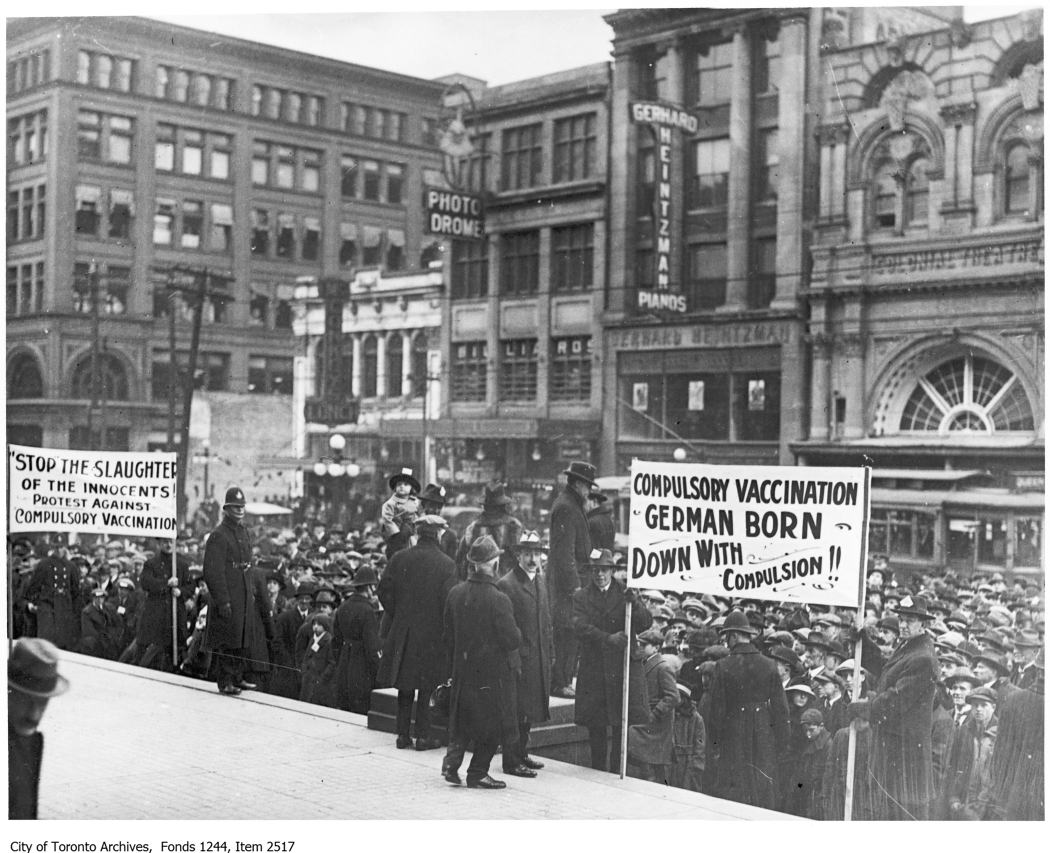
Митинг Лиги противников вакцинации Канады в 1919 году.

Антипрививочный активизм, который в совокупности образует движение «против прививок», представляет собой организованные действия, препятствующие вакцинации путем распространения дезинформации о вакцинах и/или формы активной дезинформации. Будучи социальным движением, использует множество инструментов как в традиционных средствах массовой информации, так и в различных формах онлайн-коммуникации. Активисты в первую очередь (хотя и далеко не полностью) сосредоточились на проблемах, связанных с детьми,  однако зачастую выходят за рамки нишевых подгрупп и занимаются национальными политическими дебатами.
Хотя такие концепции, как различные мифы и теории заговора, а также откровенная дезинформация и искажения, были распространены антипрививочным движением и маргинальными врачами таким образом, что это значительно увеличило неуверенность в вакцинации (и изменило государственную политику в отношении этических, юридических и медицинских вопросов, связанных с вакцинацией),   в основных медицинских кругах не существует серьезных сомнений  или дискуссий по поводу преимуществ вакцинации. В то же время, движению против вакцинации удалось в некоторой степени исказить представления о науке в массовой культуре.

## XVIII и XIX века
Идеи, которые в конечном итоге переросли в антипрививочный активизм, существовали раньше, чем сами вакцины. Некоторые философские подходы (например, гомеопатия, витализм) несовместимы с микробиологической парадигмой, объясняющей, как работают иммунная система и вакцины. Неуверенность в вакцинации и антипрививочный активизм существуют в более широком контексте, который включает в себя культурные традиции, религиозные убеждения, а также политическую принадлежность.
Противодействие вариоляции оспы (предшественницы вакцинации) было организовано еще в 1720-х годах на основе предположения, что это противоестественно и является попыткой помешать божественному суду. Вскоре были выдвинуты религиозные аргументы против прививок. Например, в проповеди 1722 года, озаглавленной «Опасная и греховная практика прививки», английский богослов преподобный Эдмунд Мэсси утверждал, что болезни посланы Богом, чтобы наказать грех, и что любая попытка предотвратить оспу посредством прививки является «дьявольской операцией». В то время среди популярных проповедников было принято публиковать проповеди, которые охватывали широкую аудиторию. Так было с Мэсси, чья проповедь достигла Северной Америки, где существовала ранняя религиозная оппозиция :114–22.

Сама вакцинация была изобретена британским врачом Эдвардом Дженнером, который опубликовал свои выводы в 1798 году. К 1801 году эта практика получила широкую поддержку в научном сообществе и нескольких мировых лидеров. Врач из Филадельфии Джон Редман Кокс, отмечая, что даже тогда распространялись ложные сведения о негативных последствиях вакцинации, писал:
«Такова ложь, которая препятствует развитию самого яркого открытия, которое когда-либо было сделано!, вдовствующей императрицы России и короля Испании, мы можем датировать падение дальнейшей оппозиции».
На протяжении большей части девятнадцатого века принципы, практика и влияние вакцинации были предметом активных научных дискуссий. Принципы вакцинации не были четко поняты до конца девятнадцатого века. Важность гигиены при приготовлении, хранении и применении вакцин не всегда понималась и соблюдалась. До 1930-х годов было трудно получить надежную статистику эффективности и побочных эффектов вакцин.

### Лига против обязательной вакцинации
В Соединенном Королевстве Закон об обязательной вакцинации 1853 года требовал, чтобы каждый ребенок был вакцинирован в течение трех или четырех месяцев после рождения. Это создало прецедент государственного регулирования   и встретило яростное сопротивление.  В следующем 1854 году Джон Гиббс опубликовал первую брошюру против принудительной вакцинации Our Medical Liberties («Наши медицинские свободы») . К 1860-м годам антивакцинизм в Британии был активен среди рабочего класса, рабочей аристократии и низшего среднего класса. Оно стало ассоциироваться с альтернативной медициной и было частью более широкой культуры социального и политического инакомыслия, в которую входили как профсоюзы, так и религиозные инакомыслящие.
В июне 1867 года издание Human Nature («Человеческая природа») провело в Соединенном Королевстве кампанию против «обмана о вакцинации», сообщая, что в парламент было подано множество петиций против обязательной вакцинации от оспы, в том числе от родителей, которые утверждали, что их дети умерли из-за этой процедуры и жаловались на то, что эти ходатайства не были обнародованы. В журнале сообщалось о создании Лиги против принудительной вакцинации, «чтобы свергнуть этот огромный кусок физиологического абсурда и медицинской тирании», и цитировались Ричард Гиббс (двоюродный брат Джона Гиббса), который управлял бесплатной больницей по тому же адресу, что и заявивший: «Я полагаю, у нас здесь сотни случаев отравления вакцинами. У одного члена семьи после вакцинации появились симптомы сифилиса, хотя все остальные члены семьи были здоровы. Мы настоятельно советуем родителям лучше пойти в тюрьму, но не подчиняться прививке своих беспомощных детей от золотухи, сифилиса и мании».
После смерти Ричарда Б. Гиббса в 1871 году Лига противников обязательной вакцинации пришла в упадок  до 1876 года, когда она была возрождена под руководством Мэри Хьюм-Ротери и преподобного У. Хьюм-Ротери.

### Американское общество против вакцинации
В США многие штаты и местные школьные советы установили требования к иммунизации, начиная с закона об обязательной школьной вакцинации в Массачусетсе в 1855 году. Американское общество против вакцинации было основано в 1879 году после визита в Соединенные Штаты британского активиста, выступающего против вакцинации Уильяма Тебба и выступало против обязательной вакцинации от оспы с последних десятилетий XIX века до 1910-х годов. В этот период вакцинация против оспы была единственной широко практиковавшейся формой вакцинации, и общество издавало против нее периодическое  Vaccination.
Ряд судебных дел, начавшихся в различных штатах и завершившихся делом Хеннинга Джейкобсона из Массачусетса в 1905 году, подтвердили обязательность вакцинации от оспы. Суд постановил в деле Джейкобсон против Массачусетса, что «свобода, гарантированная Конституцией Соединенных Штатов каждому человеку, находящемуся под его юрисдикцией, не подразумевает абсолютного права каждого человека быть в любое время и при любых обстоятельствах полностью свободным от ограничений. Существуют многочисленные ограничения, которым неизбежно подвергается каждый человек ради общего блага».

### Лондонское общество за отмену обязательной вакцинации

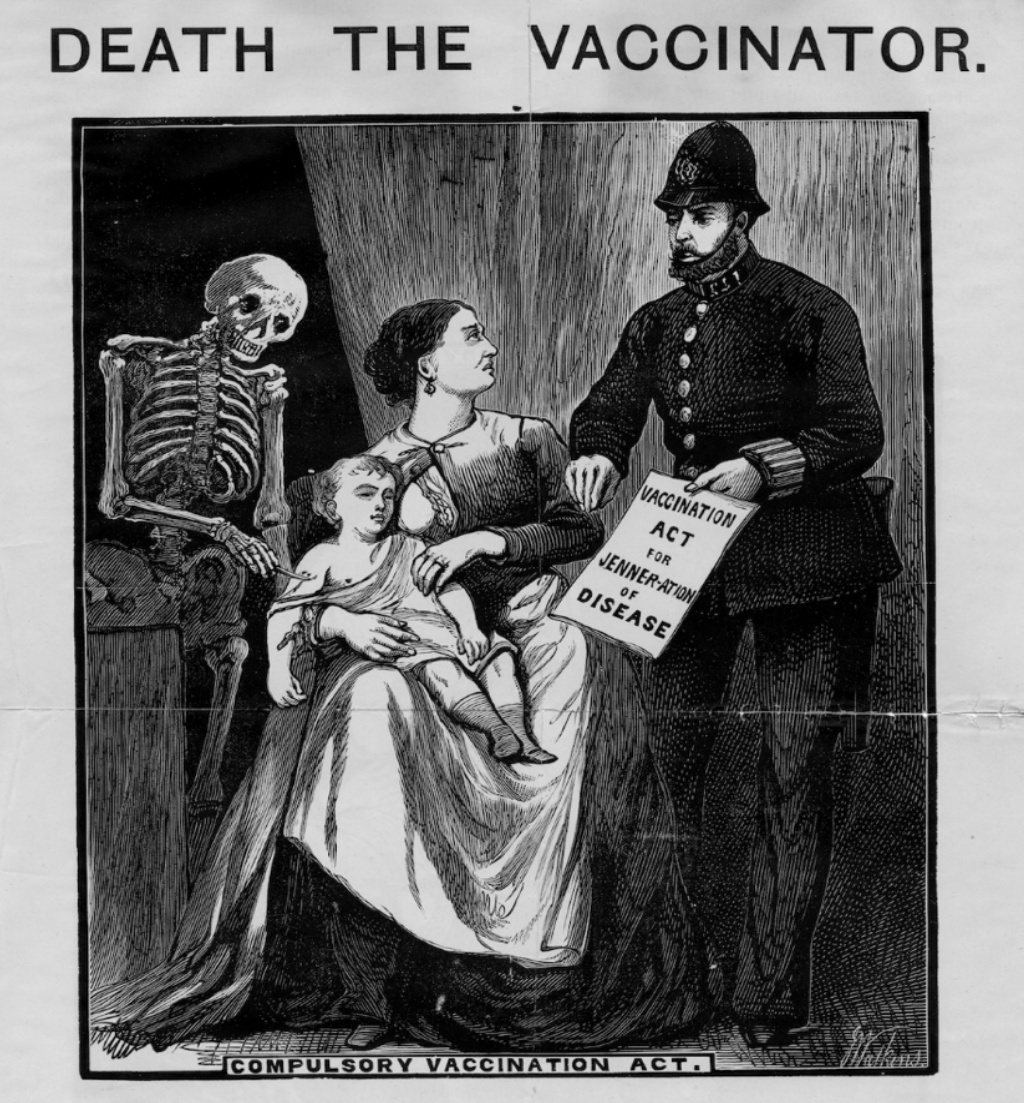
«Смерть-вакцинатор», опубликованная Лондонским обществом за отмену обязательной вакцинации в конце 1800-х годов.

В 1880 году Уильям Тебб расширил и реорганизовал Лигу против принудительной вакцинации в Великобритании, образовав Лондонское общество за отмену обязательной вакцинации, секретарем которого стал Уильям Янг. Официальным печатным органа Общества стал журнал Vaccination Inquirer, основанный Теббом в 1879 году.  Первым редактором журнала  был Уильям Уайт, а после его смерти в 1885 году — Альфред Милнс. Фрэнсис Хогган и ее муж в сентябре 1883 года написали статью для журнала Vaccination Inquirer, в которой выступали против обязательной вакцинации. Лондонское общество сосредоточило усилия на лоббировании парламентской поддержки в 1880-х и начале 1890-х годов. Они получили поддержку со стороны нескольких членов Палаты общин, наиболее известным из которых был Питер Альфред Тейлор.

### Национальная лига против вакцинации
Британское движение росло, и  в феврале 1896 года было решено реформировать Общество в Национальную лигу против вакцинации. Президентом был избран Артур Фелпс.  В 1906 году Джордж Бернард Шоу написал письмо в поддержку Национальной лиги, сравнив методы вакцинации с «втиранием в рану содержимого мусорного ведра» .

### Лига противников вакцинации Америки
В 1908 году Чарльз М. Хиггинс и промышленник Джон Питкэрн-младший создали Американскую лигу против вакцинации .  Члены лиги выступали против законов об обязательной вакцинации. Хиггинс был главным представителем Лиги. Историк Джеймс Колгроув отметил, что Хиггинс «пытался отменить закон штата Нью-Йорк, предписывающий вакцинацию учащихся в государственных школах». Лигу не следует путать с Американским обществом против вакцинации, основанным в 1879 году. Хиггинс подвергся критике со стороны медицинских экспертов за распространение дезинформации и игнорирование фактов об эффективности вакцинации.  После смерти Хиггинса в 1929 году Лига распалась.

## XX век
Активизм против вакцинации ослабел на протяжении большей части двадцатого века, но так и не исчез полностью. В Великобритании Национальная лига против вакцинации продолжала публиковать новые выпуски своего журнала до 1972 года. К тому времени глобальная кампания по искоренению оспы посредством вакцинации сделала это заболевание настолько редким, что обязательная вакцинация против оспы больше не требовалась.
Были разработаны и использованы новые вакцины против таких заболеваний, как дифтерия и коклюш. В Великобритании они часто вводились на добровольной основе, не вызывая такой же антипрививочной реакции, которая сопровождала обязательную вакцинацию против оспы.
В Соединенных Штатах многочисленные вспышки кори произошли в 1960-х и 1970-х годах, и было показано, что они чаще возникали в штатах, где отсутствовали обязательные требования по вакцинации. Это привело к призывам в 1970-х годах ввести требования о вакцинации на национальном уровне для детей, поступающих в школы. Джозеф А. Калифано-младший обратился к губернаторам штатов, и к 1980 году все 50 штатов по закону требовали вакцинации для поступления в школу. Многие из этих законов допускали исключения в ответ на требования лоббистов. В штате Нью-Йорк закон 1967 года разрешил освобождение от получения вакцины против полиомиелита для членов религиозных организаций, таких как Christian Scientists.

## XXI век

### Мошенничество с аутизмом в журнале Lancet MMR
Движение против вакцинации исторически было аполитичным, но в 2010-х и 2020-х годах движение в США все чаще выступало против консерваторов. По мере роста вспышек кори росли и призывы к отмене исключений из введения вакцин. По состоянию на 2015 год 19 американских штатов, включая Калифорнию, предложили принять закон об отмене обязательной вакцинации. Одновременно американские активисты, выступающие против вакцинации, обратились к либертарианским и правым группам, таким как движение «Чаепитие», стремясь привлечь их на свою сторону.  В то время как ранее противники вакцинации фокусировались на влиянии вакцин на здоровье, в последнее время темы все чаще включают философские аргументы о свободе и родительских правах.
С ростом антипрививочного движения, начиная с 2010-х годов, в Соединенных Штатах наблюдается возрождение некоторых заболеваний, предупреждаемых с помощью вакцин.  Так, число случаев заболевания корью продолжало расти в конце 2010-х годов: в общей сложности произошло 17 вспышек в 2018 году и 465 вспышек в 2019 году.

### COVID-19
Во время пандемии COVID-19 активисты, выступающие против вакцинации, предпринимали различные усилия, чтобы помешать людям, желающим получить вакцины, причем такие действия происходили в таких странах, как Австралия, Израиль, Великобритания и Соединенные Штаты. К ним относятся попытки физической блокады мест вакцинации и ложное бронирование мест для вакцинации с целью засорить системы записи на вакцинацию. Активисты также организовали акции протеста.
В некоторых случаях антипрививочная риторика была связана с спонсируемой государством деятельностью интернет-троллей, направленной на создание социальных разногласий. Во всем мире зарубежные кампании дезинформации приводили к снижению уровня вакцинации в   странах, атакуемых пропагандой. Активизм против вакцинации в Интернете как до, так и во время пандемии был связан с чрезвычайным уровнем лжи, слухов, мистификаций и теорий заговора.

## Стратегии и тактика

### Тактика дезинформации
В сообщениях против вакцинации был отмечен ряд конкретных тактик дезинформации, в том числе:
- Теории заговора, предполагающие ложь, обман, сокрытие и тайные знания [40]
- Сообщения, созданные с целью психологической привлекательности, а не правдивости[41]
- Фейковые эксперты[40]
- Невозможные ожидания[40]: утверждение, что любая достоверность научного утверждения ниже 100% [42]
- Выборочный отбор примеров: использование малоизвестных или опровергнутых источников при игнорировании контрдоказательств и научного консенсуса[39][40]
- Изменение гипотез: Постоянное внедрение новых теорий о вреде вакцин; переход к новым утверждениям, когда существующие оказываются ложными[39]
- Искажение фактов, ложная логика и нелогичные аналогии[39][40]
- Личные нападки на критиков, начиная от онлайн-критики, публичного раскрытия личных данных и угроз до действий в офлайн-режиме, таких как судебные иски и насилие[2][39][43].

### Преследование
Лица, предпринимающие усилия по противодействию дезинформации о вакцинах, в том числе эксперты общественного здравоохранения, подвергаются преследованиям со стороны  противников вакцин. Например, словацкий врач Владимир Крчмери был видным членом правительственной консультативной группы во время пандемии COVID-19 в Словакии и был первым человеком в этой стране, получившим вакцину от COVID-19. Из-за его выдающейся роли в кампании вакцинации Крчмери и его семья стали мишенью противников вакцинации, которые физически угрожали ему и его семье.
В ряде случаев противодействие вакцинации привело к значительному насилию против вакцинаторов. В Пакистане «более 200 сотрудников бригад по борьбе с полиомиелитом погибли» (в состав группы входят не только вакцинаторы, но и сотрудники полиции и службы безопасности) в результате «целенаправленных убийств и терроризма» во время работы по вакцинации от полиомиелита.

## Противодействие активизму против вакцинации
Для решения проблем, связанных с вакцинами, и противодействия дезинформации были предложены и предприняты различные меры. Это включает  кампании в социальных сетях, проводимые организациями общественного здравоохранения в поддержку целей общественного здравоохранения.
Рекомендуется развивать критическое мышление, осведомленность о здоровье и науке, а также навыки грамотности, чтобы помочь людям более критически оценивать достоверность получаемой информации. Люди, которые ищут несколько авторитетных источников новостей на местном и национальном уровнях, с большей вероятностью обнаруживают дезинформацию, чем те, кто полагается на несколько источников с определенной точкой зрения. В частности, в социальных сетях рекомендуется остерегаться  сенсационных заголовков, которые взывают к эмоциям, проверять информацию в целом (а не только через ваши обычные источники) и учитывать возможные намерения или конфликты интересов тех, кто предоставляет информацию. Рекомендуется также избегать т.н. предвзятого поиска, т.е. поиска, при котором человек обращает внимание лишь на определенную часть доступной информации.